# 1855

## Родени
- Александрос Займис – гръцки политик
- Константин Величков – български писател
- Ангел Бамбалов – български революционер
- Андон Кьосето – български революционер
- Кирил Вазов – български лекар и общественик
- Павел Брайков – опълченец, кмет на Хасково
- Тота Венкова – българска лекарка
- Мкуауа – владетел на племената хехе в Танзания
- 18 януари – Атанас Шопов, български книжовник и дипломат
- 2 февруари – Христо Никифоров, български политик
- 4 февруари – Асен Златаров, български учен и белетрист
- 11 май – Анатолий Лядов, руски композитор, диригент и музикален педагог
- 24 юни – Кръстю Маринов, български военен деец
- 19 юли – Илия Димитриев, български военен деец
- 1 октомври – Анани Явашов, български просветен деец
- 15 октомври – Иван Мичурин, руски биолог и селекционер
- 26 октомври – Христо Цонев Луков, български военен деец
- Никола Шавкулов – български банкер
- 3 ноември – Степан Юринич, български зоолог

## Починали
- 26 януари – Жерар дьо Нервал, френски поет
- 23 февруари – Карл Фридрих Гаус, немски математик
- 31 март – Шарлот Бронте, английска писателка
- 2 май – Александър Меншиков, руски дипломат
- 5 юли – Иван Витали, руски скулптор
- 7 август – Мариано Ариста, мекскиански политик и военачалник
- 11 ноември – Сьорен Киркегор, датски философ
- 26 ноември – Адам Мицкевич, полски поет

Вижте също:
- календара за тази година